# Hans Wagner (Politiker, 1935)
Johann „Hans“ Wagner (* 15. März 1935 in Schnaittenbach) ist ein deutscher Jurist (Rechtsanwalt) und Politiker (CSU).

## Leben
Wagner wurde als Sohn eines Werkmeisters geboren und wuchs in Schnaittenbach auf, wo er die Volksschule besuchte. Nach dem Abitur am Gymnasium in Amberg studierte er Rechtswissenschaften an den Universitäten in München und Würzburg. Während seines Studiums schloss er sich 1957 der katholischen Studentenverbindung K.D.St.V. Trifels München an. 1964 wurde er mit dem Thema Die Organisation der politischen Parteien auf der Unter- und Mittelstufe zum Doktor der Rechte promoviert.
Wagner trat 1966 als Rechtsrat in den Dienst der Stadt Amberg ein und war seit 1974 als Rechtsanwalt beim Landgericht Amberg. Des Weiteren betätigte er sich als Referent für die CSU-nahe Hanns-Seidel-Stiftung und war Vorsitzender des Regionalen Planungsverbandes Oberpfalz-Nord.
Er wurde bei der Landtagswahl in Bayern 1970 erstmals in den Bayerischen Landtag gewählt, dem er knapp zwei Wahlperioden lang bis 1978 angehörte. Er war Mitglied des Kreistages und von 1978 bis 2002 Landrat des Landkreises Amberg-Sulzbach. Nach seinem Ausscheiden aus dem Landratsamt betätigte er sich wieder als Rechtsanwalt. Wagner ist Ehrenvorsitzender des CSU-Kreisverbandes Amberg-Sulzbach, dem er von 1972 bis 1993 vorstand.

## Privates
Wagner ist verheiratet, lebte zuletzt in Schnaittenbach in der Oberpfalz und hat drei Töchter und einen Sohn.

## Auszeichnungen
- 1984: Verdienstkreuz am Bande der Bundesrepublik Deutschland
- 1989: Verdienstkreuz 1. Klasse der Bundesrepublik Deutschland
- Bayerischer Verdienstorden